# 화이트워터 사건
화이트워터 사건(Whitewater)은 1990년대 42대 미국 대통령 빌 클린턴이 아칸소주 주지사 시절 부인 힐러리 클린턴의 친구 제임스 맥두걸 부부와 함께 세운 화이트워터 부동산개발 회사의 지역 토지개발을 둘러싼 사기사건 의혹으로 클린턴 대통령의 대표적 스캔들로 불린다.

## 사건 과정
빌 클린턴과 힐러리 클린턴 부부는 1978년 오랜 친구이자 정치적 후원자 짐 맥두걸 부부와 함께 북부 화이트워터 지역에 휴양 단지를 지으려는 사업을 시작했다. 이를 위해 1979년 맥두걸 부부와 공동으로 화이트워터 부동산 개발회사를 세웠다.
1985년 클린턴이 선거 운동에서 5만 달러라는 큰 빚을 지고 어려운 상황에 처해 있을 때 맥두걸은 클린턴에게 정치 자금을 모금하기도 했다. 이후로 맥두걸은 미 연방으로부터 많은 금액을 대출받았는데 이것이 주지사로 있던 클린턴의 직권 남용으로 이루어진 것이라는 여론에 휘말렸다.
공사는 클린턴이 주지사를 지낸 1980년대에 계속됐으나 1990년대 초 맥두걸의 지방은행이 파산하고 분양이 저조하면서 사업은 중단됐다. 클린턴 부부는 투자금 2만5천달러를 손해보고 1992년 손을 뗐다.
1992년 대선 당시 뉴욕타임스가 이 문제에 대해 보도했으나 이때는 파장이 크지 않았다. 그러다 클린턴이 대통령에 당선되고 5개월 후인 1993년 6월 화이트워터 관련서류를 보관하던 힐러리의 동료 변호사 빈센트 포스터가 의문의 자살을 하고, 클린턴 부인 힐러리가 서류를 파기했다는 주장이 일면서 클린턴 부부를 청문회에까지 끌고 나오는 큰 사안으로 번졌다.
클린턴에 대한 주요 혐의는 사업이 부진하자 1986년 맥두걸에게 30만 달러를 대출해 주도록 금융업자에게 압력을 넣었다는 것. 이와함께 관련조사를 받으면서 위증을 한 혐의도 받아왔다. 맥두걸 부부는 훗날 유죄판결을 받았다.
1994년 1월 첫 번째 특별검사 로버트 피스크가 임명됐으며 일단 무죄로 결말이 났다. 그러나 1994년 8월 케네스 스타가 로버트 피스크의 뒤를 이어 특별검사를 맡으면서 클린턴 부부를 궁지로 몰아갔고 클린턴의 성추문 조사를 벌였다.
클린턴이 재선에 성공한 1997년 2월 화이트워터 사건의 핵심 인물로 기소된 맥두걸이 자신의 감형을 위해 화이트워터와 클린턴의 관계를 검찰에 진술한 사실이 언론에 대서특필됐다. 불법 대출을 클린턴이 알고 있었다는 것. 그러나 맥두걸은 1998년 8월 교도소에서 지병으로 사망하였다.
1999년 10월 케네스 스타가 사임하고 로버트 레이가 특별검사직을 이어받아 수사를 지휘했다.
2000년 9월 20일 화이트워터 사건은 클린턴 부부, '무혐의 처분'으로 종결되었다.

## 같이 보기
- 르윈스키 스캔들